# Letterale
Nella logica proposizionale, un letterale è una formula atomica o la sua negazione.
Un letterale può essere di due tipi: positivo o negativo.
Dato un letterale {\displaystyle l}, il suo complemento è un letterale rappresentato con la negazione di {\displaystyle l}, e viene scritto con {\displaystyle {\bar {l}}}. Più precisamente, se {\displaystyle l\equiv x} allora {\displaystyle {\bar {l}}} è {\displaystyle \lnot x} e se {\displaystyle l\equiv \lnot x} allora  {\displaystyle {\bar {l}}} è {\displaystyle x}.
Nel contesto di una formula in forma normale congiuntiva, un letterale è detto puro se il suo complemento non appare nella formula.